# Ingrid Robeyns
Ingrid AM Robeyns, née le 10 septembre 1972, est une philosophe et économiste belgo-néerlandaise.
Elle est titulaire de la chaire d'éthique des institutions à la faculté des sciences humaines de l'Université d'Utrecht et à l'Institut d'éthique associé.
Ses recherches portent sur les théories de la justice, l'éthique économique et un ensemble de questions normatives liées à la démographie, au genre, à la famille, aux institutions économiques et à la durabilité. Elle réfléchit à la justice et aux effets perturbateurs de l'extrême inégalité des revenus. Plus récemment, ses recherches se concentrent sur l'extrême richesse, et elle développe la position éthique du limitarisme.

## Biographie
Ingrid Robeyns est née à Louvain, le 10 septembre 1972. Elle obtient un master en économie de la Katholieke Universiteit Leuven (KUL) en 1994. Elle étudie ensuite les sciences sociales et politiques en Allemagne à la Georg August Universität de Göttingen. Ingrid Robeyns termine sa maîtrise en économie à la KUL en 1997 avant de passer un doctorat en philosophie et en économie à l'Université de Cambridge en 2003 avec une thèse sur l'inégalité entre les sexes et l'approche par les capabilités,. Son maître de thèse est Amartya Sen, détenteur du prix Nobel d'économie 1998.
Ingrid Robeyns est également titulaire d'une maîtrise en philosophie de l'Open University (2007),.
Depuis 2013, Ingrid Robeyns a la double nationalité néerlandaise et belge. Elle vit et travaille à Utrecht, est mariée et a deux enfants,

## Carrière académique
En 2006, l'Organisation néerlandaise pour la recherche scientifique (nl) (NWO) lui accorde une bourse Vidi de cinq ans pour la recherche sur les théories de la justice. La recherche porte sur la signification de la question de la justice au sein de l'État-providence pour les enfants, les parents et les non-parents.
Par la suite, elle préside la Chambre d'éthique/philosophie pratique de la Nederlandse onderzoeksschool wijsbegeerte (OZSW) et devient présidente de l'organisation de 2018 à 2020.
Elle enseigne la philosophie pratique à la faculté de philosophie de l'Université Erasme de Rotterdam jusqu'en 2014. Son enseignement porte sur l'éthique normative et l'éthique appliquée, ainsi que sur la philosophie politique.
En 2018, Ingrid Robeyns est élue membre de l'Académie royale des arts et des sciences des Pays-Bas.
De 2018 à 2020, elle est présidente de Human Development and Capability Association (en) (HDCA).
Elle est membre de la Trouw Philosophical Team et écrit régulièrement pour le blog international Crooked Timber (en).
Dans son livre Rijkdom. Hoeveel ongelijkheid is nog verantwoord? (Richesse. Combien d'inégalité est encore justifiée), elle soutient que personne ne profite de l'extrême richesse, pas même les riches eux-mêmes.
Le 15 mai 2020, Ingrid Robeyns signe, avec Thomas Piketty et 3 000 scientifiques une lettre ouverte intitulée « L'Être humain n'est pas une ressource comme les autres ».

## Publications
- (en) Gender Equality : a capability perspective, thèse de doctorat, Université de Cambridge, 2002 (OCLC 894596063)
- (en) avec Wiebke Kuklys, Sen's Capability Approach to welfare economics, dans Cambridge working paper in economics 0415, Université de Cambridge, 2004 [lire en ligne]
- (en) avec Bina Agarwal, Jane Humpries, Amartya Sen's work and ideas: a gender perspective, Oxon, Rotledge, 2005  (ISBN 9780415373203)
- (en) avec Harry Brighouse, Measuring justice; primary goods and capabilities, Cambridge University Press, 2010  (ISBN 9781843156994)
- (en) The Capability Approach, Cambridge, Open Books Publishers, 2014  (ISBN 9781909254909) [lire en ligne]
- (en) avec Martin van Hees, Thomas Nys, Basisboek ethiek, Amsterdam, Boom, 2014  (ISBN 9789461059321)
- (en) Wellbeing, Freedom and Social Justice: The Capability Approach Re-Examined, Cambridge, Open Books Publishers, 2017  (ISBN 9781783744237) [lire en ligne]
- (en) What, if Anything, is Wrong with Extreme Wealth?, dans Journal of Human Development and Capabilities 20:3, vol. 20, no 3, 2019
- Le concept de capabilité d’Amartya Sen est-il utile pour l’économie féministe, trad. de l'anglais par Florence Boissenin, Lucienne Gillioz, dans Nouvelles Questions Féministes, 2007/2 Modèle:Lire en ligen
- (nl) Rijkdom. Hoeveel ongelijkheid is nog verantwoord?, Prometheus, Nieuw Licht, 2019
- (en) avec Hens, Kristien, Katrien Schaubroeck, The ethics of autism dans Philosophy Compass, 14, 2019
- (en) Having too much, dans Yearbook of the American Society for Political and Legal Philosophy, New York University Press, 2016 [lire en ligne]

D'autres articles d'Ingrid Robeyns en néerlandais sont publiés sur le site Bij Nader Inzien.

## Crédit d'auteurs
- (en)/(nl) Cet article est partiellement ou en totalité issu des articles intitulés en anglais « Ingrid Robeyns » (voir la liste des auteurs) et en néerlandais « Ingrid Robeyns » (voir la liste des auteurs).